# Politique environnementale de l'Union européenne

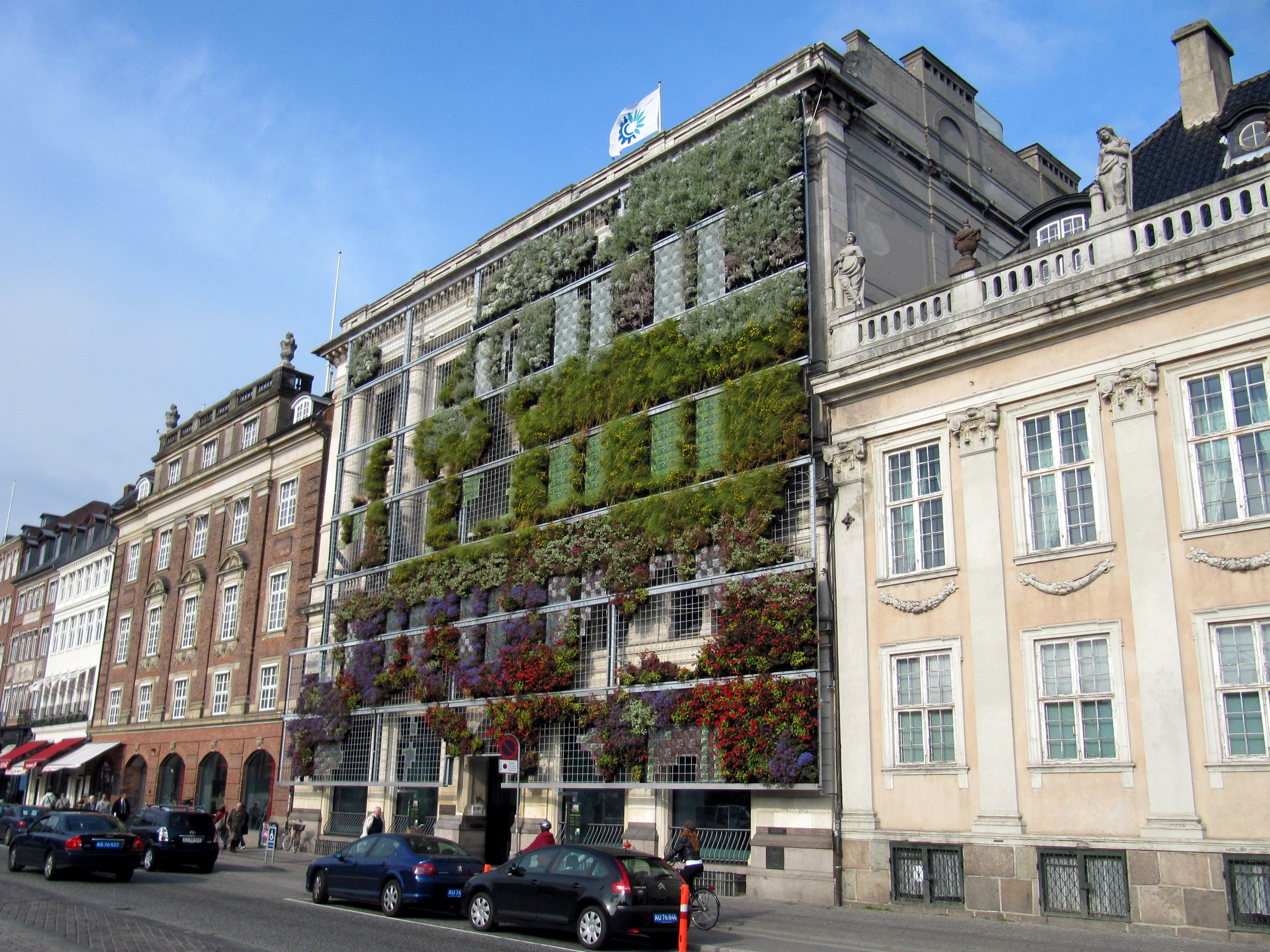
« Biobardage » semi-transparent et végétalisé protégeant et décorant la façade de l'Agence européenne pour l'environnement à Copenhague.

La politique environnementale de l'Union européenne a été progressivement mise en place avec la construction européenne.

## Historique
L'Acte unique européen signé en 1986 a posé les bases et les principes en intégrant le titre VII sur l’environnement, au Traité de Rome instituant la Communauté économique européenne et exige qu’elle soit prise en compte dans toutes les politiques communautaires. Le Traité de Maastricht  de 1992 l’insère dans les objectifs de la Communauté et le Traité d'Amsterdam de 1997 fait du développement durable un des objectifs de l’Union,.

## Fonctionnement
La politique environnementale repose sur les principes de précaution et d’action préventive, sur le principe de la correction des atteintes à l’environnement ainsi que sur le principe du pollueur-payeur. Par ailleurs, l’UE cherche à améliorer l’accès aux informations et l’évaluation des incidences de tout projet sur l’environnement.
Elle agit surtout grâce à la création de normes et de réglementations qui permettent un rapprochement des législations nationales. L’UE, dans le cadre du protocole de Kyoto, s’est fixé pour objectif une réduction des émissions de gaz à effet de serre de 8 % en 2012 et de 20 % en 2020 par rapport à 1990. Dans cette optique, le paquet climat-énergie adopté en 2008, vise à réduire de 20 % les émissions de gaz à effet de serre d'ici 2020, de porter à 20 % la part des énergies renouvelables et d'accroître de 20 % l'efficacité énergétique. L’actuelle Commission européenne propose de nouveaux objectifs ambitieux pour la période 2021-2027.

## Axes de la politique environnementale

### La lutte contre lespollutionsde l’air et de l’eau
Depuis la directive du 21 mai 1991, l’amélioration écologique du milieu marin (directive-cadre « stratégie pour le milieu marin, adoptée en juin 2008 et la directive-cadre sur l’eau, imposant une gestion écologique par bassin hydrologique s’ajoutent  à la généralisation des stations d’épuration de l’eau dans les communes de plus de 2 000 habitants.
Selon la législation européenne, les constructeurs automobiles sont censés faire baisser leurs émissions de CO2 sous le seuil moyen des 95g/km. La législation est pourtant bien loin d’être respectée : les émissions moyennes ont encore augmenté en 2018.

### La prévention desrisques majeurs
La Catastrophe de Seveso en Italie en 1976 fait prendre conscience, en Europe, des risques posés par les industries lourdes, plusieurs mesures sont donc prises pour réglementer le secteur : les États doivent prendre toutes les mesures nécessaires pour prévenir un accident majeur (directive Seveso de 1982). La directive Seveso II de 1996 prévoit l’inspection annuelle des installations les plus dangereuses ; cette directive a été modifiée par la directive 2003/105/CE du Parlement européen et du Conseil du 16 décembre 2003 pour renforcer la prévention des accidents et limiter les conséquences d’éventuels accidents.

### La protection de lanatureet de labiodiversité
Les directives  Oiseaux de 1979 et « habitats » de 1992  visent à établir un réseau européen d’espaces protégés « le Réseau Natura 2000 ». il est financé par L'instrument financier pour l'environnement LIFE.

### Prise en compte de l'environnement dans laPolitique agricole commune
La Politique agricole commune (PAC) est le principal poste de dépense de l'Union. 
Dans la PAC 2014-2020 une aide est prévue pour les agriculteurs s'engageant dans le verdissement de leur surface agricole (diversification des cultures, maintien de prairies permanentes, implantation de surfaces d'intérêt écologique ou surfaces équivalentes topographique),.

## Règlementation

### Base institutionnelle
L'environnement est considéré au TITRE XX du Traité sur le fonctionnement de l'Union européenne.

« La politique de l'Union dans le domaine de l'environnement contribue à la poursuite des objectifs suivants:
- la préservation, la protection et l'amélioration de la qualité de l'environnement,
- la protection de la santé des personnes,
- l'utilisation prudente et rationnelle des ressources naturelles,
- la promotion, sur le plan international, de mesures destinées à faire face aux problèmes régionaux ou planétaires de l'environnement, et en particulier la lutte contre le changement climatique. »

— Article 191 (ex-article 174 TCE) TITRE XX, Environnement, Traité sur le fonctionnement de l'Union européenne

### Historique réglementaire
| Législature                                 | Quinquennat | Paquets réglementaires |
| ------------------------------------------- | ----------- | --- |
| Première législature du Parlement européen  | 1979-1984   | 1979 : Directive Oiseaux à l'origine de réseau Natura 2000 1982 : Directive Seveso |
| Deuxième législature du Parlement européen  | 1984-1989   | Deux directives concernant les véhicules à moteur sont développées. |
| Troisième législature du Parlement européen | 1987-1994   | 1990: Règlement créant l'agence européenne pour l'environnement 1992: directive habitats qui complète le cadre réglementaire du réseau Natura 2000 1993: règlement « Système de Management Environnemental et d'Audit » (SMEA) |
| Quatrième législature du Parlement européen | 1994-1999   | 1996: directive Seveso 2, 1997: directive européenne équipements sous pression |
| Cinquième législature du Parlement européen | 1999-2004   | 1999: directive 1999/31/CE: mise en décharge des déchets, 2001: directive 2001/42/CE: évaluation des incidences de certains plans et programmes sur l'environnement 2002: directive 2002/49/CE: Plan de prévention du bruit dans l'environnement 2003: directive 2003/4/CE: accès du public à l'information en matière d'environnement 2004: directive (2004/35 du 21 avril 2004) sur la responsabilité environnementale (prévention et réparation des dommages environnementaux) |
| Sixième législature du Parlement européen   | 2004-2009   | 2008: paquet climat-énergie |
| Septième législature du Parlement européen  | 2009-2014   | 2009 : Révision de la directive Oiseaux 2012: Directive Seveso 3 ; 2014: directive européenne équipements sous pression |
| Huitième législature du Parlement européen  | 2014-2019   | directive (UE) 2018/851 |
| Neuvième législature du Parlement européen  | 2019-2024   | Pacte vert pour l'Europe |

## Sources

## Compléments